# Orvilliers
Orvilliers är en kommun i departementet Yvelines i regionen Île-de-France i norra Frankrike. Kommunen ligger i kantonen Houdan som tillhör arrondissementet Mantes-la-Jolie. År 2022 hade Orvilliers 935 invånare.

## Befolkningsutveckling
Antalet invånare i kommunen Orvilliers
| Referens: INSEE |